# Carlos Perdomo
José Carlos López Perdomo (Azacualpa, Santa Bárbara, Honduras, 14 de octubre de 1992) es un futbolista hondureño. Juega de lateral derecho.

## Trayectoria

### Marathón
Llegó a Marathón en 2011, enrolándose en las categorías juveniles y posteriormente en las reservas especiales del club Verdolaga. El 14 de noviembre de 2015 finalmente se produjo su debut con Marathón en un partido contra el Juticalpa F.C. en el Estadio Yankel Rosenthal. Aquel partido, correspondiente a la 18ª jornada del Torneo Apertura 2015, finalizó con empate de 1-1. Sus destacadas actuaciones en su primer semestre con el club verde, le valieron para mover de la titularidad a Mauricio Sabillón en las primeras jornadas del Clausura 2016.

## Estadísticas
| Club              | Temporada     | Liga  | Liga  | Copa Nacional | Copa Nacional | Copa Internacional | Copa Internacional | Total | Total |
| Club              | Temporada     | Part. | Goles | Part.         | Goles         | Part.              | Goles              | Part. | Goles |
| ----------------- | ------------- | ----- | ----- | ------------- | ------------- | ------------------ | ------------------ | ----- | ----- |
| Marathón Honduras | 2015/16       | 19    | 0     | -             | -             | -                  | -                  | 9     | 0     |
| Marathón Honduras | 2016/17       | 23    | 0     | -             | -             | -                  | -                  | 23    | 0     |
| Marathón Honduras | 2017/18       | 19    | 0     | -             | -             | -                  | -                  | 19    | 0     |
| Marathón Honduras | 2018/19       | 15    | 0     | -             | -             | 1                  | 0                  | 15    | 0     |
| Marathón Honduras | 2019/20       | 15    | 2     | -             | -             | 0                  | 0                  | 15    | 2     |
| Marathón Honduras | Total         | 91    | 2     | 0             | 0             | 1                  | 0                  | 92    | 2     |
| Total carrera     | Total carrera | 91    | 2     | 0             | 0             | 1                  | 0                  | 92    | 2     |

## Palmarés

### Campeonatos nacionales
| Título                | Club     | País     | Año  |
| --------------------- | -------- | -------- | ---- |
| Copa de Honduras      | Marathón | Honduras | 2017 |
| Torneo Clausura       | Marathón | Honduras | 2018 |
| Supercopa de Honduras | Marathón | Honduras | 2019 |